# Patrícia Aguiar
Patrícia Pequeno Costa Gomes de Aguiar (Icó, 15 de março de 1966) é uma advogada e política brasileira, filiada ao Partido Social Democrático (PSD), atualmente exerce o cargo de prefeita do município de Tauá.

## Biografia
Patrícia Pequeno Costa Gomes de Aguiar é natural do município de Icó. Filha do comerciante Reinaldo Ribeiro da Costa e da professora Haydee Pequeno da Costa. Aos 14 anos, deixou o Icó para estudar no Colégio Santo Inácio em Fortaleza. Fez direito na Universidade de Fortaleza e mestrado em Ciências Políticas na Universidade de Lisboa, em Portugal. É casada com o conselheiro licenciado do Tribunal de Contas do Estado (TCE) e ex-vice governador do Ceará, Domingos Filho, e é mãe do deputado federal Domingos Neto e da deputada estadual Gabriella Aguiar.

## Carreira
Iniciou a carreira como assessora parlamentar do deputado estadual Antônio Câmara. Em 1992, se elegeu como vereadora de Tauá e ficou no cargo até 1996, quando renunciou para assumir a Secretaria de Assistência Social do município.
Em 2000, tornou-se prefeita de Tauá pela primeira vez, se reelegendo em 2004, para um segundo mandato, em que ficou no cargo até 2008. Em junho de 2009, assumiu o cargo de secretária de Turismo de Fortaleza, na gestão de Luizianne Lins. Manteve-se na função até março de 2012, no qual se demitiu para focar na candidatura à prefeitura de Tauá. Em outubro, se elegeu para seu terceiro mandato como prefeita do município.
Nas eleições de 2018, Patrícia foi eleita deputada estadual com 60.270 votos, assumiu em fevereiro de 2019 e seguiu na função até dezembro do ano seguinte. Em 2020, se elegeu pela quarta vez prefeita de Tauá, após vencer por 48,91% dos votos e derrotar o então prefeito Fred Rêgo. Foi reeleita para o quinto mandado depois de vencer as eleições municipais de 2024 por 70,03% dos votos válidos.

## Desempenho eleitoral
| Ano  | Eleição            | Partido           | Cargo | Votos  | %      | Resultado  | Ref.   |
| ---- | ------------------ | ----------------- | ----- | ------ | ------ | ---------- | ------ |
| 1992 | Municipais de Tauá | Vereadora         | PMDB  | —      | —      | Eleita     | [ 1 ]  |
| 2000 | Municipais de Tauá | Prefeita          | PMDB  | —      | —      | Eleita     | [ 1 ]  |
| 2004 | Municipais de Tauá | Prefeita          | PMDB  | 16.518 | 54,49% | Eleita     | [ 1 ]  |
| 2012 | Municipais de Tauá | Prefeita          | PMDB  | 19.833 | 60,78% | Eleita     | [ 1 ]  |
| 2016 | Municipais de Tauá | Prefeita          | PMB   | 16.194 | 49,86% | Não eleita | [ 1 ]  |
| 2018 | Estaduais do Ceará | Deputada estadual | PSD   | 60.270 | 1,32%  | Eleita     | [ 7 ]  |
| 2020 | Municipais de Tauá | Prefeita          | PSD   | 16.964 | 48,91% | Eleita     | [ 11 ] |
| 2024 | Municipais de Tauá | Prefeita          | PSD   | 26.291 | 70,03% | Eleita     | [ 10 ] |

## Prêmios
- Prêmio SEBRAE de Prefeito Empreendedor Estadual e Nacional da 5º edição do biênio de 2007/2008, pelo projeto Cidade Digital: Projeto de inclusão digital com foco amplo em criar oportunidades para a população e os negócios locais.[12]
- Prêmio SEBRAE de Prefeito Empreendedor Estadual na 8º edição do biênio de 2013/2014, pelo projeto Tauá Município Empreendedor - Impulsionando o Varejo: Projeto que destaca a ação da Prefeitura Municipal de Tauá, que com auxílio de parceiros tornou ex-ambulantes em empreendedores individuais.[13]
- Prêmio SEBRAE de Prefeito Empreendedor Estadual na 9º edição do biênio de 2015/2016 na categoria Desburocratização e Formalização pelo projeto Rotas do Saber: O projeto possibilitou o transporte seguro e de qualidade para os estudantes municipais, repercutindo na redução da evasão escolar e na melhoria da aprendizagem.[14]